# Underground (Album)
Underground ist ein Musikalbum von Thelonious Monk, aufgenommen mit seinem Quartett bzw. Trio 1967/68 in New York City und veröffentlicht auf Columbia Records.

## Das Album
Underground zählt zu den Alben aus Monks späterer Schaffensphase. Es war das letzte Album, das neue Kompositionen Monks vorstellte und das letzte im Studio aufgenommene Album seines Quartetts.
Das Album enthält vier neue Kompositionen. Diese werden in unterschiedlichen Combo-Konstellationen dargeboten: Neben drei Stücken des regulären Thelonious Monk Quartets waren das auf dem Original-Album drei Stücke für Klaviertrio (Easy Street) und ein Stück des Trios mit dem Sänger Jon Hendricks (In Walked Bud). Dieses Stück ist der einzige gesungene Monk-Titel, der je auf einem von Monks eigenen Alben erschienen ist. Es verdankt sich einem Zufall – Hendricks war bei der Studioaufnahme anwesend und Monk bestand darauf, dass er mit aufnahm. Allerdings war er an diesem Tag stimmlich nicht gut disponiert und auch sein Text wirkt stellenweise abgedroschen.
Die Aufnahmen fanden während drei Sitzungen am 14. und 21. Dezember 1967 und am 14. Februar 1968 statt; die letzte Sitzung musste ohne Rouse stattfinden, da dessen Vater gestorben war. Das Original-Album wurde stark von Produzent Teo Macero bearbeitet (wie der Vergleich mit der Neuausgabe von Legacy/Columbia 2003 zeigt): Green Chimneys wurde von 13 auf 9 Minuten gekürzt, Ugly Beauty von 10:45 auf 7 Minuten; dabei wurden im Wesentlichen die Soli von Bass und Schlagzeug herausgeschnitten. 5 der aufgenommenen Titel wurden gar nicht verwertet.
Da die Verkäufe von Monks vorherigen Alben immer weiter zurückgingen, plante die Marketingabteilung von Columbia, Monk ein anderes Image zu geben und ihn zur „Ikone für die junge Generation“ zu machen: Das aufwändig produzierte Photo, eine Arbeit aus dem Studio von Steve Horn (* 1932) und Norman Griner (1933–2004), zeigt Monk als einen Kämpfer der Résistance mit umgehängtem Schnellfeuergewehr am Klavier spielen. In der Pressemitteilung des Konzerns zum Album hieß es: „Jetzt, 1968, wo Rockmusik und Psychedelika die Phantasie der jungen Amerikaner beflügeln, ist Thelonious Monk wieder zu einem Untergrundhelden geworden, diesmal als Orakel des neuen Undergrounds.“ Das Album-Cover erregte tatsächlich Aufmerksamkeit; es wurde mit einem Grammy-Award ausgezeichnet.

## Wirkungsgeschichte
Das Album war über lange Jahre nicht erhältlich, da Columbia seit 1973 ausschließlich auf Electric Jazz setzte. Einige Fans kritisierten Monks Columbia-Output und insbesondere dieses Album als einen Aufguss bzw. Abklatsch früheren Materials. Auch die Autoren des Penguin Guide to Jazz kamen 1994 zu dem Urteil, dass das originellste an dem Album das Cover ist, mit dem Columbia sich wohl bei einem jüngeren Publikum anbiedern wollte. Ansonsten gehöre das Album zu den schwächsten der Columbia-Phase.
In der Fassung von 2003 sind alle Aufnahmen der Underground-Sitzungen enthalten, auch in ungekürzten Versionen. Damit erlaubt das Album mitzuerleben, wie das klassische Quartett von Monk dessen Stücke entwickelte und interpretierte. In dessen Liner Notes schreibt Peter Keepnews, es handele sich um „einen ermutigenden Kreativitäts-Ausbruch eines musikalischen Genies“.

## Die Titel

### LP (Columbia CS 9632)
1. „Thelonious“
2. „Ugly Beauty“
3. „Raise Four“
4. „Boo Boo's Birthday“
5. „Easy Street“ (Alan Rankin Jones)
6. „Green Chimneys“
7. „In Walked Bud“

### CD-Neuausgabe (Sony COL CD 513359-2)
1. „Thelonious“ (take 1) 3:17
2. „Ugly Beauty“ (take 5) 10:45
3. „Raise Four“ 7:00
4. „Boo Boo's Birthday“ (take 11) 5:56
5. „Easy Street“ 7:50
6. „Green Chimneys“ 13:10
7. „In Walked Bud“ 6:48
8. „Ugly Beauty“ (take 4) 7:37
9. „Boo Boo's Birthday“ (take 2) 5:34
10. „Thelonious“ (take 3) 3:10

Alle Titel wurden von Monk komponiert.